# Ulli Kyrklund
Ulli Kyrklund (roz. Leván 19. září 1927 – 13. ledna 2011) byla finská fotografka specializující se na fotografování jídla. Její dcera je trenérka jízdy na koních Kyra Kyrklund.

## Publikace
- Kutsutaan ystäviä: keittokirja juhlien järjestämistä varten, ruokaohjeet: Anna Maria Lemby, kuvat: Ulli Kyrklund, [ruots. alkuteoksesta suom. Marja-Leena Närhi, piirrokset: Dagmar Leijer]. Otava, 1980
- Parhaat ruokasienet ja sieniruoat, [teksti, kuvat ja piirrokset:] Ulli Kyrklund. WSOY, 1982
- Silli- ja silakkaherkut, Ulli Kyrklund, ruots. alkuteoksesta Strömming och sill suom. Eija Stenqvist. Kirjayhtymä, 1980
- Uusia grilliherkkuja, alkuteos: Läckert grillat, suom. Aila Pakarinen, teksti ja ruokaohjeet: Eva Högdal ... ym., kuvat: Ulli Kyrklund, piirrokset: Erich Lyngbye. Kauppiaitten kustannus, 1976